# Galium petrae
Galium petrae là một loài thực vật có hoa trong họ Thiến thảo. Loài này được Oliv. ex Hart mô tả khoa học đầu tiên năm 1885.